# Hohenzollern
 Ovo je glavno značenje pojma Hohenzollern. Za druga značenja pogledajte Hohenzollern (razdvojba).
Hohenzollern, njemačka vladarska dinastija koja je vladala Pruskom, Njemačkom i Rumunjskom. Ime je dobila po dvorcu Hohenzollern blizu Hechingena u Švapskoj, današnjem Baden-Württembergu.

## Podrijetlo
Hohenzollerni vuku podrijetlo od švapskih vojvoda Burhardovaca iz 10. stoljeća. Uspon obitelji počinje za vrijeme grofa Fridrika III. od Zollerna († o. 1200.), privrženika kralja Fridrika I. Barbarosse koji je ženidbom stekao burg-grofoviju Nürnberg kao porkulab (burggrof) Fridrik I. Za njegovih sinova obitelj se oko 1227. godine grana u dvije loze: franačku (evangeličku) lozu, koju je osnovao Konrad III. i koja je naslijedila burg-grofoviju Nürnberg, i švapsku (katoličku) lozu, koju je utemeljio mlađi Fridrikov sin Fridrik IV. i koja je baštinila posjede u Švapskoj.
Kasnija pruska kraljevska obitelj pripadala je franačkoj lozi, dok su švapskoj lozi pripadali knezovi Hohenzollern-Sigmaringena, kasniji knezovi i kraljevi Rumunjske.

## Franačka loza
Uspon moći nürnberških porkulaba započeo je kada je Fridrik II. († 1297.) stekao Bayreuth, a njegovi nasljednici Ansbach i Kulmbach. Fridrik VI. postao je 1411. markgrof Brandenburga, a 1415. godine dobio je naslov izbornog kneza, kao Fridrik I.
Izborni knez Fridrik III. postao je 1701. godine pruskim kraljem pod imenom Fridrik I., no članovi dinastije i dalje zadržavaju i titulu izbornog kneza Brandenburga do raspada Carstva 1806. godine.
Godine 1871. pruski kralj Vilim I. okrunjen je za njemačkog cara i tim činom je uspostavljeno Drugo Njemačko Carstvo. Dinastija je zbačena s prijestolja kada je 1918., po završetku Prvog svjetskog rata abdicirao posljednji njemački car Vilim II.

## Švapska loza
Švapska loza, koja je 1534. godine stekla još grofovije Sigmaringen i Veringen, podijelila se u dvije linije, a obje su 1623. godine dobile naslov državnih kneževa. Linija Hohenzollern-Hechingen držala je grofoviju Hechingen, a linija Hohenzollern-Sigmaringen grofovije Sigmaringen, Veringen i Haigerloch.
Linija Hohenzollern-Hechingen izumrla je 1869. godine, a njihove su zemlje na osnovi baštinskih ugovora iz 1695. i 1849. godine pripale pruskoj kući Hohenzollerna. Sličan ugovor o ustupanju posjeda Pruskoj potpisao je i Karlo Anton od Hohenzollern-Sigmaringena. Njegov sin Karlo izabran je 1866. godine za rumunjskog kneza, a 1881. godine proglašen je kraljem. Njegovi potomci vladali su Rumunjskom do 1947. godine kada je proglašena narodna republika.

## Vanjske poveznice
- Službene stranice pruske i njemačke dinastije Hohenzollern (engl.)
- Službene stranice kneževske dinastije Hohenzollern-Sigmaringen (njem.)
- Službene stranice rumunjske kraljevske obitelji
- Genealogija dinastije Hohenzollern (njem.)
- Britannica Online (engl.)